# Castilla de Oro
Castilla de Oro, nota anche come Castilla del Oro o Governatorato di Castilla del Oro a partire dal 1514, o come Provincia di Castilla del Oro dal 1535 - data dalla quale in poi il termine "Castilla del Oro di Terra Ferma" venne utilizzato per distinguere la parte orientale da quella occidentale costaricana - fu un governatorato autonomo situato nella regione occidentale del territorio chiamato Regno della Terra Ferma. Questo territorio fu separato nel 1514 dal governatorato di Veragua a causa della scoperta dell'Oceano Pacifico. Si sviluppava lungo il sud-est dell'America Centrale, Panama e l'estremità nord-ovest dell'America del Sud durante il periodo della colonizzazione spagnola.
Si estendeva dal golfo di Urabá, a nord-ovest dell'attuale Colombia, fino alle vicinanze del fiume Belén (che attualmente funge da confine tra le province panamensi di Veraguas e Colón), dove iniziava il territorio del governatorato di Veragua. Quest'ultimo comprendeva l'attuale costa caraibica delle repubbliche di Nicaragua e Costa Rica, e parte di quella di Panama, ed era oggetto di contesa tra la Corona spagnola e la famiglia Colombo. La questione fu infine risolta nel 1537 con la creazione di Veragua Real e del Ducato di Veragua, che divisero il territorio in due parti.
La sua capitale era la città di Santa María la Antigua del Darién, fondata nel 1510, fino a quando nel 1520 la capitale fu spostata a Panamá Viejo, con la città di Santa María la Antigua del Darién che venne definitivamente abbandonata nel 1524.

## Governatori
- 1514–1526: Pedro Arias Dávila, governatore
- 1526–1529: Pedro de los Ríos y Gutiérrez de Aguayo, governatore nominato dal Consiglio delle Indie il 14 maggio 1526, ha assunto l'incarico nell'luglio dello stesso anno a León Viejo, con giurisdizione sulla costa attuale del Pacifico del Nicaragua, riconosciuto dai cabildos di Villa de Bruselas, Granada e León Viejo
- 1529–1532: Antonio de la Gama, governatore ad interim
- 1533–1536: Francisco de Barrionuevo, governatore
- 1536–1539: Pedro Vázquez de Acuña, governatore
- 1539: Francisco Pérez de Robles, presidente della Real Audiencia de Panamá